# Kontroll nélkül
A Kontroll nélkül (eredeti cím: In the Blood) 2014-ben bemutatott amerikai akciófilm, melyet John Stockwell rendezett. A főszereplők Gina Carano, Cam Gigandet, Stephen Lang, Danny Trejo és Luis Guzmán. Caranónak ez a második közös együttműködése a rendezővel, a 2011-es A bűn hálójában című film után.
A történet középpontjában egy Ava nevű huszonéves házas nő áll, aki kétségbeesetten keresi karib-tengeri nászútjukon elrabolt férjét.
Az Amerikai Egyesült Államokban 2014. április 4-én mutatták be, Magyarországon DVD-n jelent meg 2016. október 27-én.

## Cselekmény
Bridgeport, Connecticut. 2002 nyarán egy Ava (Gina Carano) nevű tizennégy éves lányt felébresztenek az éjszaka közepén, és szemtanúja lesz, ahogyan drogbáró apját (Stephen Lang) megöli két álarcos behatoló, ezt követően a lány megragad egy vadászpuskát és végez a két támadóval. Tizenkét évvel később, miután felépült súlyos kábítószer- és alkoholfüggőségéből, Ava hozzámegy a jómódú Derek Grant Arlingtonhoz (Cam Gigandet), akivel a kábítószer-elvonó összejövetelein ismerkedett meg.
A ceremónia után az ifjú pár a Karib-szigetekre repül nászútra, ahol Derek családjának van egy nyári üdülőházuk. Az egyik éjszaka a pár összebarátkozik egy Manny (Ismael Cruz Córdova) nevű fiatal helybélivel. Manny meghívja őket egy szórakozóhelyre, ahol Ava gyorsan bajba keveredik, mert nem hajlandó táncolni egy helyi gengszterrel, Nagy Bizzel (Danny Trejo). Másnap reggel Manny elhívja Avát és Dereket az "El Viudador" ("Özvegycsináló") nevű drótkötélpályához, mely egy kilométer hosszan nyúlik el az esőerdő felett. A tériszonyos Ava nem, de Derek lecsúszik, csakhogy hamar elszakad a heveder és a férfi lezuhan. Ava megtalálja őt az erdőben eszméletét vesztve és súlyosan megsérülve, de még életben van. A mentőautóba nem engedik a nőnek, hogy a férjével mehessen, de végül egy motorral követni tudja őket. A kórházban a személyzet tagadja, hogy Dereket behozták volna korábban. Ava elmegy a rendőrségre, de hamar rádöbben, hogy saját kezébe kell vennie az ügyet, ha meg akarja találni férjét.

## Szereplők
| Színész             | Szerep                    | Magyar hang     |
| ------------------- | ------------------------- | --------------- |
| Gina Carano         | Ava Grant                 | Haumann Petra   |
| Cam Gigandet        | Derek Grant               | Joó Gábor       |
| Ismael Cruz Córdova | Manny                     | Pálmai Szabolcs |
| Luis Guzmán         | Ramón Garza rendőrtiszt   | Sarádi Zsolt    |
| Treat Williams      | Robert Grant, Derek apja  | Sörös Sándor    |
| Amaury Nolasco      | Silvio Lugo, helyi bűnöző | Előd Álmos      |
| Stephen Lang        | Casey, Ava apja           | Rosta Sándor    |
| Danny Trejo         | Nagy Biz, helyi bűnöző    | Varga Tamás     |

## A film készítése
A filmet 2012. november 25. és december 26. között forgatták Puerto Ricón.[forrás?]

## Kritikai fogadtatás
A film többnyire negatív véleményeket kapott a kritikusoktól. A Metacritic oldalán a film értékelése 40% a 100-ból, amely 13 véleményen alapul. A Rotten Tomatoeson a Kontroll nélkül 39%-os minősítést kapott, 41 értékelés alapján.

## Fordítás
- Ez a szócikk részben vagy egészben  az   In the Blood (2014 film) című angol Wikipédia-szócikk fordításán alapul.  Az eredeti cikk szerkesztőit annak laptörténete sorolja fel. Ez a jelzés csupán a megfogalmazás eredetét és a szerzői jogokat jelzi, nem szolgál a cikkben szereplő információk forrásmegjelöléseként.